# Condado de Rich
El condado de Rich (en inglés: Rich County), fundado en 1868, es uno de 29 condados del estado estadounidense de Utah. En el año 2000, el condado tenía una población de 1,961 habitantes y una densidad poblacional de 1 persona por km². La sede del condado es Randolph.

## Geografía
Según la Oficina del Censo, el condado tiene un área total de 2813 km² (1086,1 mi²), de la cual 2664 km² (1028,6 mi²) es tierra y 150 km² (57,9 mi²) (5.32%) es agua.

### Condados adyacentes
- Condado de Bear Lake (Idaho) (norte)
- Condado de Lincoln (Wyoming) (noreste)
- Condado de Uinta (Wyoming) (sureste)
- Condado de Cache (oeste)
- Condado de Weber (suroeste)
- Condado de Morgan (suroeste)
- Condado de Summit (sur)

### Áreas protegidas
- Bosque Nacional Cache

## Demografía
Según el censo de 2000, había 1,961 personas, 645 hogares y 521 familias residiendo en la localidad. La densidad de población era de 1 hab./km². Había 2,408 viviendas con una densidad media de 1 viviendas/km². El 98.16% de los habitantes eran blancos, el 0.00% afroamericanos, el 0.05% amerindios, el 0.41% asiáticos, el 0.00% isleños del Pacífico, el 0.92% de otras razas y el 0.46% pertenecía a dos o más razas. El 8.09 % de la población eran hispanos o latinos de cualquier raza.
Los ingresos medios por hogar en la localidad eran de $39,766, y los ingresos medios por familia eran $44,783. Los hombres tenían unos ingresos medios de $34,464 frente a los $22,396 para las mujeres. La renta per cápita para el condado era de $16,267. Alrededor del 10.20% de la población estaban por debajo del umbral de pobreza. 

## Localidades
- Garden
- Garden City
- Laketown
- Randolph (Sede)
- Woodruff